# North Cariboo Air

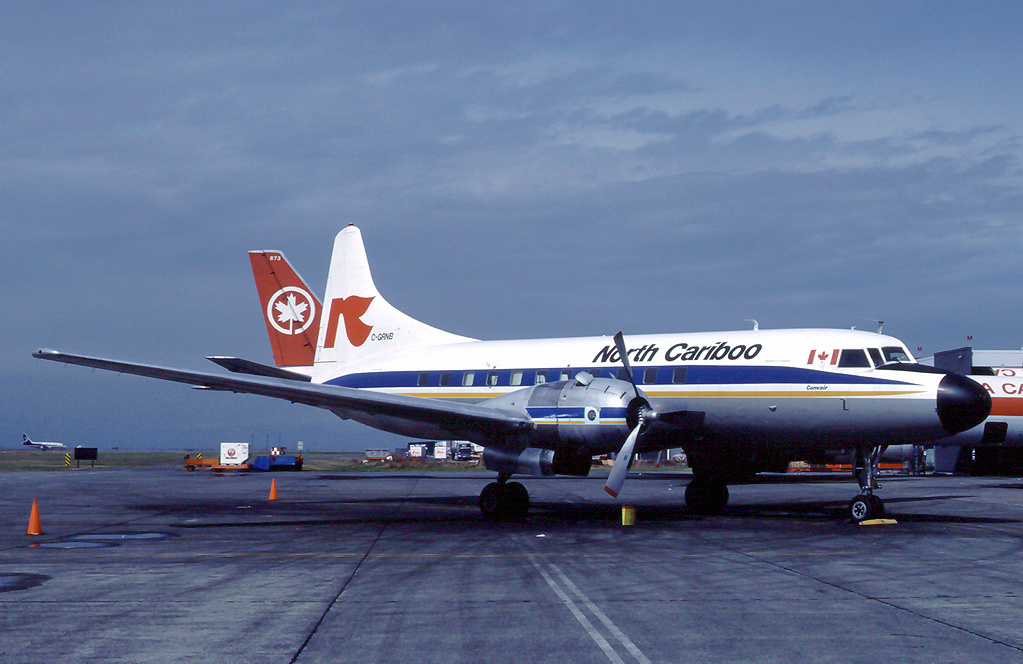
Convair 440 авіакомпанії North Cariboo Air, 1983 рік

North Cariboo Air — чартерна авіакомпанія Канади зі штаб-квартирою у місті Калгарі, провінція Альберта, що працює на ринку пасажирських та вантажних повітряних перевезень провінції, а також забезпечує транспортне сполучення з віддаленими базами нафтовидобувних компаній та геологорозвідувальними партіями.
Базовим аеропортом авіакомпанії і її головним транзитним вузлом (хабом) є Аеропорт Форт-Сент-Джон, Британська Колумбія.

## Історія
Авіакомпанія North Cariboo Air була утворена в 1957 році і почала операційну діяльність 15 травня того ж року. Власником компанії є бізнесмен Ренді Гі.
Станом на березень 2007 року в штаті перевізника працювало 200 осіб.

## Флот
У березні 2009 року повітряний флот авіакомпанії North Cariboo Air становили такі літаки:
- 2 × Raytheon Beech 1900C Airliner
- 2 × Raytheon Beech 1900D Airliner
- 1 × Raytheon Beech C90B King Air
- 8 × Raytheon Beech King Air 100
- 6 × Raytheon Beech King Air 200
- 5 × Bombardier Dash 8
- 1 × Cessna 425 Corsair
- 2 × de Havilland Canada DHC-6 Twin Otter Series 300